# Cerithium scobiniforme
Cerithium scobiniforme là một loài ốc biển, là động vật thân mềm chân bụng sống ở biển thuộc họ Cerithiidae.

## Phân bố
The distribution của Cerithium scobiniforme bao gồms miền tây miền trung Thái Bình Dương.

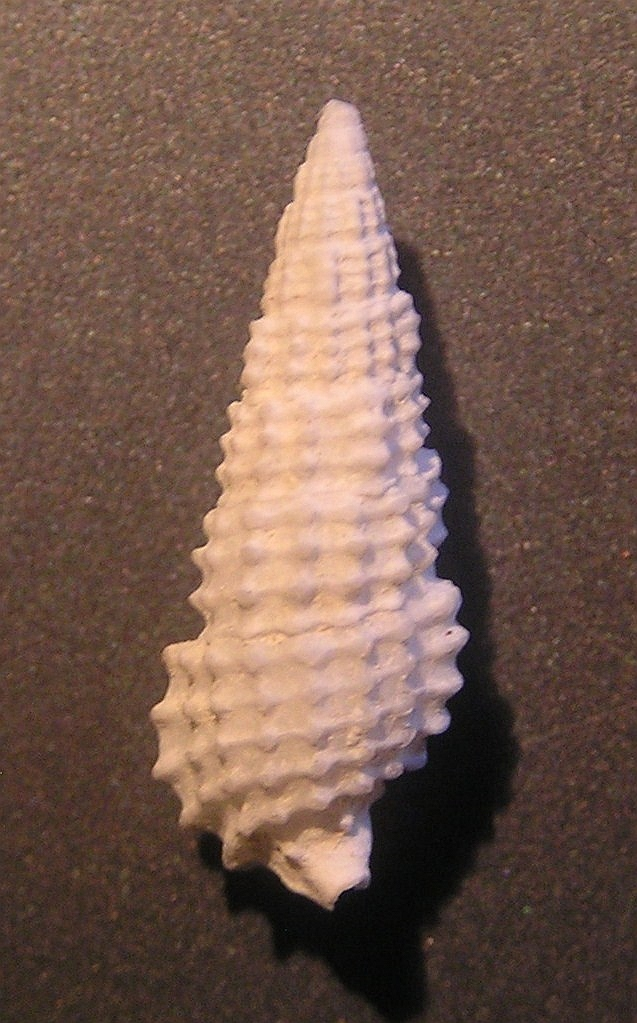
Cerithium scobiniforme, abapertural view

- Philippines[2]